# Wapen van Sint-Joost-ten-Node

Het wapen van Sint-Joost-ten-Node

Het wapen van Sint-Joost-ten-Node werd op 3 maart 1914 aan de Brusselse gemeente Sint-Joost-ten-Node toegekend.

## Blazoenering
De blazoenering van het wapen luidt als volgt:
Doorsneden 1, in blauw een zilveren kasteel; 2, in rood, in het rechterdeel een gouden bedelzak, in het linkerdeel een goudgestengelde en -gebladerde druiventros. Wapenspreuk: L'Union fait la force.
Het wapen is in tweeën gedeeld: in het bovenste deel op en blauwe ondergrond een zilveren kasteel. In het onderste deel, dat geheel rood is, twee delen: het eerste bevat een gouden bedelzak. Dit deel kan als een sprekend deel gezien worden, omdat een bedelaar nood heeft. Het tweede bevat een gouden druiventros met gouden bladeren. Om het wapen een lint met daarop de wapenspreuk L'Union fait la force.

## Geschiedenis
De gemeente Sint-Joost-ten-Node werd in 1795 een zelfstandige gemeente. In 1837 kreeg de gemeente per ministeriële omzendbrief een wapen toebedeeld en vroeg deze in 1890 officieel aan. Bij de toekenning in 1914 werd er wel een wapenspreuk aan toegevoegd. Het wapen bevat symbolen voor de geschiedenis van de gemeente: het kasteel is gemodelleerd naar het kasteel van Filips de Goede dat in de gemeente lag. De druiventros symboliseert de wijngaarden die bij het kasteel waren aangelegd.